# 冴羽獠
冴羽獠（日语：冴羽りょう，羅馬拼音：Saeba Ryō），是日本漫畫家北条司的漫畫作品《城市獵人》及《天使心》中的角色，《城市獵人》的主角。

## 角色簡歷
冴羽獠是以新宿為活動據點的殺手，外號“城市獵人”（City Hunter），偶爾兼職保鑣和私家偵探。只要在新宿車站東出口的留言黑板上寫下委託人暗號「XYZ」，就可以委託他。
這個角色最早以北条司另一部漫畫貓眼中綽號"老鼠"的神谷真人（かみや まさと）轉變而來。

### 戰場上的少年時代
冴羽獠三歲的時候，因為跟父母搭的飛機遭遇空難墜落到中美洲，失去雙親的獠遊蕩到一個游擊隊的基地。此基地只需要戰士，為了生存下去，獠因此加入了游擊隊，成為年紀最小的隊員。幼年時期的獠，只知道自己被叫作獠(Ryo)；游擊隊領袖與醫官海原神收其為養子，並取姓為冴羽(SAEBA)，因而稱為冴羽獠(SAEBA RYO)。後來游擊隊與政府軍的戰況陷入膠著，海原神為了求勝，誘騙少年兵獠注射精神藥物PCP（苯環己哌啶，俗稱天使塵），使獠成為瘋狂且體能超人的戰士。半夜裡，服用PCP而瘋狂的獠，屠滅了海坊主的部隊；只有海坊主存活下來，但是雙眼遭受重傷，且後來更加因此失明。獠因為過量注射PCP，身心一度毀壞。

### 美國芝加哥時期
之後冴羽獠所在游擊隊支持某中美洲國家政變失敗，被新政府驅逐出境。只有當過傭兵，沒有其他謀生技能，卻槍法精準過人的獠，因為昔日同僚肯尼·菲爾德(索妮雅·菲爾德的父親)的介紹，在美國與芝加哥黑手黨的傑克·道森(瑪莉·道森的男友)組成第一代CITY HUNTER（城市獵人），之後也曾和以及米克天使(Michael Angel)(即動畫版的殺手羅伯特)(Robert)合作。後來傑克·道森因為組織的命令挑戰獠，獠迫不得已與之進行決鬥；結果在決鬥中，傑克在獠的槍下喪命。形同他的父執輩的肯尼·菲爾德受到樂生會的威脅，樂生會聲稱如不從就要殺死女兒索妮亞。肯尼在決鬥中故意輸給年輕的獠，而後託付索妮雅的事後死去，死前並囑託獠逃往國外以避開芝加哥黑手黨以及背後樂生會追殺。

### 日本新宿時期
冴羽獠偷渡到日本，來日本後的第一任搭档是日本警察槙村秀幸。當時野上冴子与秀幸办理贩卖人口以數十名女警做誘餌，案件失败後女警全員被殺，秀幸辭職以示負責，獠就是這時候與秀幸组成第二代CITY HUNTER。秀幸死後由妹妹槙村香接任其位置，組成第三代CITY HUNTER，即現今的城市獵人。
身為私家偵探及殺手的冴羽獠，平時閒閒會去街上向美女搭訕，甚至對她們毛手毛腳。獠規定只接女性委託人的生意，並規定委託人必須是「美女」。但一遇見敵人、委託人或香有危險時，獠便會判若兩人，槍法十分精確之餘，亦處理得乾淨利落，是殺手界的高手。
獠與海坊主並列為殺手界的頭兩把交椅；海坊主因傷退出後，獠正式成為業界的第一把交椅。

### 天使心時期
在平行時空的作品《天使心》中，冴羽獠與槙村香結婚，但因為香車禍身亡而變得鬱鬱寡歡；在遇見了香瑩之後，收養其為女兒後，個性上變得比較開朗，也和城市獵人時期相去不多。槙村香的心臟被移植到來自台灣的殺手李香瑩身上。之後，李香瑩脫離殺手組織，成為獠的養女，兩人共同組成第四代CITY HUNTER。

## 特技

### 武器
冴羽獠的手枪是Colt Python.357柯爾特蟒蛇左輪手槍，裝彈量6發，由名槍匠真柴憲一郎為其調製。獠在漫畫中很少使用快速上彈器，都是人手一發一發裝填居多，但也有使用快速上彈器的時候，像卷27中《外套的秘密》一話。獠所穿的長外套中，收藏著分解的小型史密斯威森M60左輪手槍，裝彈量5發，還有C4炸彈、引爆裝置、催淚氣體。此外獠的皮帶扣藏著開鎖小刀(馬國森皮帶頭刀)，獠穿的內褲是由多塊不同布料製成，內褲布料浸水後可釋放出化學物質、將水製成各種藥劑。

### 能力
冴羽獠本身擁有超越常識的精準射擊能力，能夠在槍靶中心打出完美的一圈彈孔，甚至用左輪手槍準確擊飛敵人手上的武器。近身搏擊的格鬥術也非常純熟，聽力及觀察力亦甚佳，遠至別人踩下樹葉及敵人遠距離使用瞄準器對他瞄準亦很快能察覺。他亦善於模仿各種聲音，不論男女老幼、甚至動物的聲音都可以模仿。另外，他也擅長烹飪、製作彈藥。這種能力據說是在游擊隊時代當過傭兵培養出來的。

## 人物特點

### 好色問題
冴羽獠極為好色，經常對女客戶毛手毛腳，在街上向美女搭訕，亦對內衣褲有怪癖。喜歡收集女性內衣褲。甚至香的內衣。在街上看到有性趣的女性便會直接勃起，下體變得如充氣般巨大，因此被海坊主取了另一個外號「新宿種馬」，而香是唯一不會讓獠勃起的女性，獠在個性上把香當妹妹看待。獠的好色其實是裝出來的。或許有一部分是見到美女的生理反應。大部分都是搞笑成份居多。目的是為了炒熱氣氛。もっこり『勃起』(胯下膨脹)(MOKKOLI)是搞笑這點。從故事中酒店中陪酒小姐的反應就看的出來。冴羽獠為了見某些美女，會設法逃走，但大部份都被香捉回，並用重鎚、機關暴打。獠雖然表面好色，但實際上是喜歡香的，香也一直很喜欢獠。他有時會拒絕接手一些XYZ委託，並交給香負責，亦因此跟香起了爭執，但他往往會暗中保護執行任務的香，並在暗地裡幫助她解決困難。

### 年齡問題
冴羽獠因為三歲開始加入游擊隊，因此沒有太多自己過去的記憶，加上連連的戰爭，戰場上的人只記得要如何存活下去，早已忘了時間存在，在這樣的環境下不知道過了多少年，因此獠並不知道自己真正的年齡與生日。但常自稱20歲。生日3月26日是槙村香為其立的；這天是香高二時跟蹤兄長第一次與獠見面，及在兄長死後與獠重逢並成為其助手的日子。

### 與野上冴子之間的關係
與女警官野上冴子的關係：冴羽獠於某次協助一個女竊賊(怪盜305)偷盜某展覽會的珠寶，但該女竊賊成功的得手而後被聘娶為某國的王妃（之後又離婚），而冴羽獠卻被慎村秀幸和野上冴子逮到並被訊問，成了這三人的第一次接觸。秀幸稍後離開警圈，與獠組成「第二代城市獵人」，冴子繼續待在警界擔任刑警。而冴子遇有奇怪的案件都會委託秀幸和獠，就算最後秀幸遭人刺殺殉職以後也是一樣。秀幸和冴子雖是情侶，但在秀幸身亡後冴子漸漸愛上獠，獠也愛對冴子吃豆腐。是故冴子每次都是以一夜情來引誘獠幫她辦案，事成之後獠也都很誠實的跑來找冴子要「報酬」，但每次都被香的大鐵槌破壞；此外冴子也常被獠毛手毛腳或騎上身準備大幹一場，冴子本人並不排斥但也都馬上被香破壞。
但實際上冴羽獠都是口上說說，要野上冴子償還，身上並準備了冴子欠他的もっこり卷，卻一次都沒使用過。

### 與槙村香日久生情
因槙村秀幸遭到樂生會殺害，臨死前將一枚戒指交與冴羽獠，託付他要保護槙村香。因為是前夥伴的妹妹，所以冴羽獠不敢對她毛手毛腳，並將一把被他改造過準星和膛線的Colt Lawman MKIII交給槙村香，說這把是槙村秀幸使用過的，要她用這把槍來保護自己。就此槙村香正式加入City Hunter(第三代)。因為手槍被改造過，香的槍法超級差。 直到被女傭兵美樹發現香所使用的手槍有被改造過。 指責獠為什麼將這把改造手槍給香?獠回答說「不想讓香踏入和鮮血為伍的世界，總有一天要讓她回到正常人的世界。至今的她還未用過這把槍殺過人。」 這個事件差點引發兩人之間的信用危機。
身為道上第一名的掃黑專家，冴羽獠總能躲過對他射擊的暗槍，為何唯獨逃不過槙村香的100t大槌?
「當別人身上有殺氣時，你總得逃過，為何卻逃不過香的?」
只見獠臉紅別過臉的說...「因為她身上的殺氣和人家不一樣。」
這也說明兩人長久相處下來，不知不覺地都愛上對方。
漫畫第32卷（台灣時報文化版)海原神的出現，更能表現出冴羽獠與槙村香不再是只有單純的夥伴，而是能生死與共的一對。
至於冴羽獠是否有對槙村香もっこり(MOKKORI)過? 獠曾經說過香是個唯一不會讓他勃起的人，事實卻並非如此。 有人說過至少有5.6次 ，比一般委託人還多。

### 對待委託人的方式
雖然冴羽獠表面經常想討好女客戶，亦對女客戶毛手毛腳等等。经常“惨遭”阿香的重锤和各种“制裁天罚”，但他其實是一位非常有道義的偵探（殺手）。他不會乘人之危，亦不會藉機會跟女客戶發生關係。即使有女客戶真的對獠產生感情及愛意，獠亦會拒絕並引導女客戶走回正確的道路。除此之外，他亦是一個很優秀的聆聽者，當客戶遇上煩惱時，他往往能提供很適合的意見並作出安慰。（但有時候卻因為獠的性格，令到槙村香產生誤會，為了保護女客戶而為難獠。亦因此無意間令敵人能乘機對女客戶下手。）

## 延伸角色
韓國同名電視劇中的男主人公李允誠便是由冴羽獠演變而成。但李允誠與冴羽獠的性格、技藝等都不同。
中國同名電視劇男主人公何笑亦有所不同。

## 關於譯名
冴羽獠在台灣盜版時期譯作「孟波」，時報文化代理台灣中文版單行本時期使用原名冴羽獠；香港盜版時期（漫畫週刊時期）則使用原名冴羽獠，後因無綫電視翡翠台播放《城市獵人》動畫版而轉用「孟波」並沿用至今；但究竟是因為版權持有者為簡化台灣跟香港的行政問題而統一譯名，還是其中一個地方先行使用而使用另一個地方跟風，便不得而知。中國大陸海南美術出版社則是譯為「寒羽良」。
2019年，由法國喜劇影帝菲力普·拉紹自編、自導、自演的改編電影《城市獵人》，在臺灣上映時，片商之前於網路上舉辦「你心目中的城市獵人叫甚麼名字？」活動，究竟台灣早期譯名「孟波」與後期漫畫正名的「冴羽獠」，網友到底支持哪一派？結果網友以壓倒性的投票比例 62% 希望電影角色譯名為「孟波」，於是上映時主角Nicky Larson的中文譯名確定為「孟波」。「孟波」在香港亦深入民心。